# Grüblersche Gleichung
Die Grüblerschen Gleichungen wurden 1917 und 1918 fast gleichzeitig und unabhängig voneinander sowohl von Martin Fürchtegott Grübler (1851–1935) als auch von Maurice d’Ocagne aufgestellt. Sie werden in der Technik verwendet, um die Beweglichkeit von Getrieben – ausgedrückt als deren Laufgrad – zu ermitteln. Für die Zwangläufigkeit muss der Laufgrad abhängig von der Zahl der Antriebe einen bestimmten Wert haben.  Bei seiner Ermittlung werden die Anzahl und die Beweglichkeiten der die Getriebeteile verbindenden Gelenke im Verhältnis zur Anzahl der Glieder betrachtet. Zu unterscheiden ist zudem, ob diese Bewegungen in der Ebene (ebene Getriebe), auf einer gekrümmten (sphärischen) Fläche (sphärische Getriebe) oder beliebig im Raum (räumliche Getriebe) stattfinden.

## Grüblersche Gleichung
Die allgemeine Form der Grüblerschen Gleichung lautet:
{\displaystyle F=\ T\cdot (n-1-g)+\sum _{i=1}^{g}b_{i}}
{\displaystyle F=\ T\cdot (n-1-g)+c+2\cdot d+3\cdot e}
Beide Gleichungen sind gleichwertig.
Dabei bedeuten
- F: Laufgrad
- T: Typ des Getriebes (T=6 für räumliches, T=3 für sphärisches oder ebenes Getriebe)
- n: Anzahl der Getriebeglieder (inklusive des Gestells)[4]
- g: Anzahl der Gelenke
- bi: Beweglichkeit eines einzelnen Gelenks i (bi = 1, 2, …)
- c: Anzahl der Gelenke mit Beweglichkeit  bi = 1 (z. B. Dreh- oder Schubgelenk)
- d: Anzahl der Gelenke mit Beweglichkeit  bi = 2 (z. B. Wälzen und Gleiten an den Berührungsstellen von Zahnradflanken oder kombiniertes Schub-Drehlager)
- e: Anzahl der Gelenke mit Beweglichkeit  bi = 3 (z. B. 3 Drehungen des Kugelgelenks).

### Räumliches Getriebe
T = 6
{\displaystyle F=\ 6\cdot (n-1-g)+\sum _{i=1}^{g}b_{i}}
{\displaystyle F=\ 6\cdot (n-1-g)+c+2\cdot d+3\cdot e}
{\displaystyle F=\ 6\cdot (n-1)-5\cdot c-4\cdot d-3\cdot e}
Die drei Gleichungen sind gleichwertig.

### Ebenes und sphärisches Getriebe
T = 3
{\displaystyle F=\ 3\cdot (n-1-g)+\sum _{i=1}^{g}b_{i}}
{\displaystyle F=\ 3\cdot (n-1-g)+c+2\cdot d}
{\displaystyle F=\ 3\cdot (n-1)-2\cdot c-d}
Die drei Gleichungen sind gleichwertig.

## Werte des Laufgrads
- {\displaystyle F\geq 1} : Das Getriebe ist lauffähig.
  - {\displaystyle F=1} : Das Getriebe mit einem Antrieb ist zwangläufig.
  - {\displaystyle F>1} : Das Getriebe ist zwangläufig, wenn es mehr als einen Antrieb hat. F =2 : zwei Antriebe; F = 3: drei Antriebe; ...
- {\displaystyle F\leq 0} : Das Getriebe ist nicht lauffähig, ist starr. Ausnahme ist das  sogenannte Übergeschlossene Getriebe.

### Zwanglaufbedingung
Das Erfüllen der  o. g. Werte für den Laufgrad wird im Besonderen als Zwanglaufbedingung bezeichnet.
Für den häufigen Fall eines ebenen, mit einem Antrieb  und ausschließlich mit Gelenkent bi = 1 (d = 0 und c = g) versehenen  Getriebes wird die entsprechende Grüblersche Gleichung mit eingesetztem Wert 1 für F und umgeschrieben wie folgt gebraucht:
{\displaystyle 2\cdot g-3\cdot n+4=0}